# Marcu Brociner
Marcu Brociner (n. 20 octombrie 1852, Iași – d. 12 aprilie 1942, Viena) a fost un publicist și activist comunitar, evreu originar din România, stabilit ulterior în Austria.
A fost, de asemenea, autor de romane și piese de teatru, iar ca formație, filolog licențiat în filologia germană ) și jurist, a scris în limbile română și germană.

## Date biografice
Marcu era frate cu Iosif Brociner, Mauriciu Brociner și Andrei Brociner, fiii lui Idel Ber Brociner, un evreu modern, adept al curentului Haskala, care era nepotul rabinului Avraham David Wahrmann, cunoscut  în Galiția ca Rabinul din Buczacz.
După absolvirea studiilor secundare la Iași a urmat dreptul la Leipzig și filosofia la Heidelberg. 
Încă din vremea studiilor la Leipzig, a colaborat la  ziarul evreiesc din patrie, Vocea Apărătorului. Revenit în țară, în anul 1880, a înființat ziarul în limba germană Bukarester Tageblatt, devenind redactorul său șef. A publicat în acest jurnal numeroase articole și povestiri.
În anul 1885 Marcu Brociner a fost expulzat din România de către autoritățile de atunci ale statului, împreună cu alți zece intelectuali evrei, între care Moses Gaster, Moses Schwarzfeld etc. S-a stabilit la Viena și din 1888 a fost redactor la Neues Wiener Tagblatt.
În activitatea sa publicistică a consacrat un spațiu semnificativ apărării drepturilor minorității evreiești în țările unde a trăit, precum și apărării intereselor României, în care s-a născut, în pofida antisemitismului statal. 
A murit la 90 ani, în 1942, în ghetoul evreiesc instituit de naziști la Viena.

## Scrieri
- Die Zukunft des deutschen Liberalismus (1879)
- Aus zwei Zonen, nuvele.(1880)
- Ionel Fortunat, roman, 2 volume. (1890)
- Aus der Tragikomödie des Lebens. Deutsche und rumänische Geschichten (1890)
- Radu Gleva, roman, 2 volume.
- Doktor Hamlet und anderes, nuvele. (1891)
- Rauschgold povestiri (1893)
- Der neue Glaube, roman. (1898)
- Weihrauch, roman.
- Die Hochzeit von Valeni, piesă de teatru bazată pe romanul Ionel Fortunat, 1886.
- Das Blumenkind und andere Novellen Editura A. Hartleben, Wien-Leizig, 1900.
- Das Volk steht auf, roman social despre răscoala din 1907.
- Eine Hochzeit mit Hindernissen u.a. humoristische Erzählungen, Editura Kriterion, București, 1972

## Teatru
- Zwei Welten. Piesă în 4 acte. (premiera 4 septembrie 1897 la "Deutsches Volkstheater").[4]
- Das Weib ist bitter (premiera 29 ianuarie 1924 la "Modernes Theater")[5]

## Filme
- Die Hochzeit von Valeni  (Marco Brociner și Ludwig Ganghofer) (premiera 19 septembrie 1913)
- Die Ehe der Lea Psantir (1918)
- Sklaven der Liebe (1924)